# Dom DeLuise
Dominick "Dom" DeLuise (Brooklyn, Nueva York, 1 de agosto de 1933 - Santa Mónica, California, 4 de mayo de 2009) fue un actor, comediante, director, productor de televisión y chef estadounidense nominado al Globo de Oro. Era el marido de la actriz Carol Arthur y padre del actor, escritor y director Peter DeLuise, y de los actores David DeLuise y Michael DeLuise.

## Biografía
DeLuise, de ascendencia italiana, nació en Brooklyn, Nueva York, hijo de Vincenza "Jennie" (nombre de soltera DeStefano) y John DeLuise, que fue un funcionario. DeLuise se graduó en la "Escuela secundaria de artes escénicas" (High School of Performing Arts) de Manhattan. Más tarde asistió a la Universidad Tufts.

## Carrera
DeLuise generalmente interpretaba personajes cómicos, aunque en su primera aparición (en la película Fail-Safe) interpretó a un nervioso soldado de aviación alistado.

## Muerte
Falleció víctima de diabetes mellitus el 4 de mayo de 2009 a los 75 años.

## Filmografía
- Diary of a Bachelor (1964)
- Fail-Safe (1964)
- The Glass Bottom Boat (1966)
- The Busy Body (1967)
- What's So Bad About Feeling Good? (1968)
- The Twelve Chairs (1970)
- Norwood (1970)
- Who Is Harry Kellerman and Why Is He Saying Those Terrible Things About Me? (1971)
- Every Little Crook and Nanny (1972)
- Blazing Saddles (1974)
- The Adventure of Sherlock Holmes' Smarter Brother (1975)
- Silent Movie (1976)
- The World's Greatest Lover (1977)
- Sextette (1978)
- The End (1978)
- The Cheap Detective (1978)
- The Muppet Movie (1979)
- Hot Stuff (1979), dirigida por él mismo
- The Last Married Couple in America (1980)
- Fatso (1980)
- Wholly Moses (1980)
- Smokey and the Bandit II (1980)
- History of the World, Part I (1981)
- The Cannonball Run (1981)
- Peter-No-Tail (1981) (voz en la versión doblada al inglés)
- The Secret of NIMH (1982) (voz)
- The Best Little Whorehouse in Texas (1982)
- Cannonball Run II (1984)
- Johnny Dangerously (1984)
- Haunted Honeymoon (1986)
- An American Tail (1986)
- A Taxi Driver in New York (1987)
- Spaceballs (1987)
- Going Bananas (1988)
- Oliver y su pandilla (1988) (voz)
- The Princess and the Dwarf (1989)
- All Dogs Go to Heaven (1989)
- Loose Cannons (1990)
- Driving Me Crazy (1991)
- An American Tail: Fievel Goes West (1991)
- Munchie (1992)
- The Magic Voyage (1992)
- Almost Pregnant (1992)
- The Skateboard Kid (1993)
- Happily Ever After (1993)
- Robin Hood: Men in Tights (1993)
- The Silence of the Hams (1994)
- A Troll in Central Park (1994)
- All Dogs Go to Heaven 2 (1996)
- Red Line (1996)
- Boys Will Be Boys (1997)
- The Good Bad Guys (1997)
- Between the Sheets (1998)
- The Godson (1998)
- An American Tail: The Treasure of Manhattan Island (1998)
- Baby Geniuses (1999)
- An American Tail: The Mystery of the Night Monster (1999)
- Lion of Oz (2000)
- The Brainiacs.com (2000)
- It's All About You (2001)
- Always Greener (2001)
- My X-Girlfriend's Wedding Reception (2001)
- Remembering Mario (2003)
- Girl Play (2004)
- Breaking the Fifth (2004)
- Bongee Bear and the Kingdom of Rhythm (2006)

## Televisión
- The Entertainers (1964–1965)
- The Munsters (1966)
- The Dean Martin Summer Show
- The Dom DeLuise Show (1968)
- The Glen Campbell Goodtime Hour
- The Roman Holidays (1972)
- The Dean Martin Show
- Lotsa Luck (1973–1974)
- Only with Married Men (1974)
- The Muppet Show (1977)
- Happy (1983)
- The Dom DeLuise Show (1987 - 1988)
- Die Laughing (1990)
- Timmy's Gift: A Precious Moments Christmas (1991)
- Fievel's American Tails (1991 - 1992)
- Candid Camera (1991 - 1992)
- The Ren & Stimpy Show
- Burke's Law (1994–1995)
- Don't Drink the Water (1994)
- seaQuest DSV (1994)
- Tin Soldier (1995)
- Shari's Passover Surprise (1996)
- Dexter's Laboratory
- Cow and Chicken
- Hércules
- Sabrina, the Teenage Witch (1998)
- All Dogs Go to Heaven: The Series (1996 - 1999)
- Charlie Horse Music Pizza (1998 - 1999)
- Stargate SG-1 episodio "Urgo" (2000)
- Robot Chicken (2005)